# Dangers
Dangers település Franciaországban, Eure-et-Loir megyében. Lakosainak száma 433 fő (2022. január 1.). Dangers Bailleau-l’Évêque és Mittainvilliers-Vérigny községekkel határos.

## Népesség
A település népességének változása:
| Lakosok száma | 209  | 315  | 328  | 403  | 429  | 425  | 432  | 432  | 434  | 433  |
|               | 1968 | 1982 | 1990 | 2006 | 2013 | 2015 | 2017 | 2019 | 2020 | 2022 |